# Pas fronterer de Karang-Amdalai
El pas fronterer de Karang-Amdalai és un dels pasos fronterers més importants entre la República del Senegal (Karang) i la República de Gàmbia (Amdalai).
Des de finals de gener i al llarg del mes de febrer de 2020, es va produir una crisi en el pas fronterer amb acusacions encreuats entre els sindicats del transport dels dos països en que acusaven l'altre de boicotejar el trànsit en la frontera. Els ministeris de Transport dels països van arribar a un acord amb el vist-i-plau dels sindicats enfrontats entre si. Un més tard després, les dues parts van acordar tancar la frontera, amb algunes excepcions, per unes setmanes degut la pandèmia per coronavirus.